# Comuna Iahnîkî, Lohvîțea
Iahnîkî (în ucraineană Яхники) este o comună în raionul Lohvîțea, regiunea Poltava, Ucraina, formată din satele Iahnîkî (reședința), Romanîha, Șmîhli și Zakroiiha.

## Demografie
Componența lingvistică a comunei Iahnîkî
     Ucraineană (95,72%)
     Rusă (3,71%)
     Alte limbi (0,57%)
Conform recensământului din 2001, majoritatea populației comunei Iahnîkî era vorbitoare de ucraineană (95,72%), existând în minoritate și vorbitori de rusă (3,71%).